# Venturia crataegi
Venturia crataegi Aderh. – gatunek workowców z rodziny Venturiaceae. Grzyb mikroskopijny, pasożyt głogu.

## Systematyka i nazewnictwo
Pozycja w klasyfikacji według Index Fungorum: Venturia, Venturiaceae, Venturiales, Pleosporomycetidae, Dothideomycetes, Pezizomycotina, Ascomycota, Fungi.
Synonimy:
- Endostigme crataegi (Aderh.) Syd. 1923
- Fusicladium crataegi Aderh. 1902
- Megacladosporium crataegi (Aderh.) Vienn.-Bourg. 1949
- Spilosticta crataegi (Aderh.) Petr. 1925

## Charakterystyka
Znane jest jego występowanie tylko w Europie. Jest częsty. Powoduje powstawanie na liściach i owocach głogu czarnobrunatnych lub czarnych, okrągławych plam o nierównych krawędziach. Jest pasożytem jednodomowym.

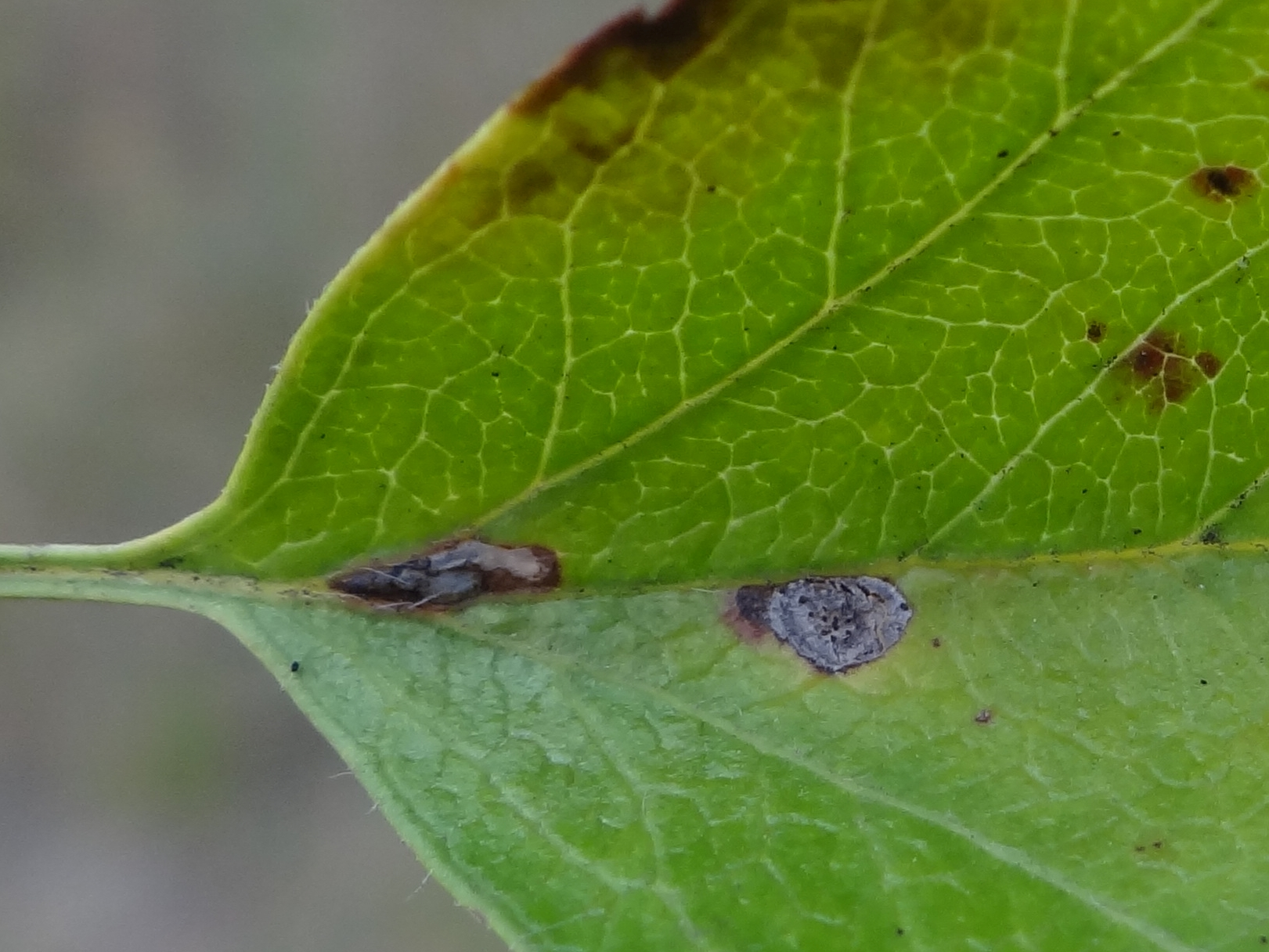
Objawy na liściu
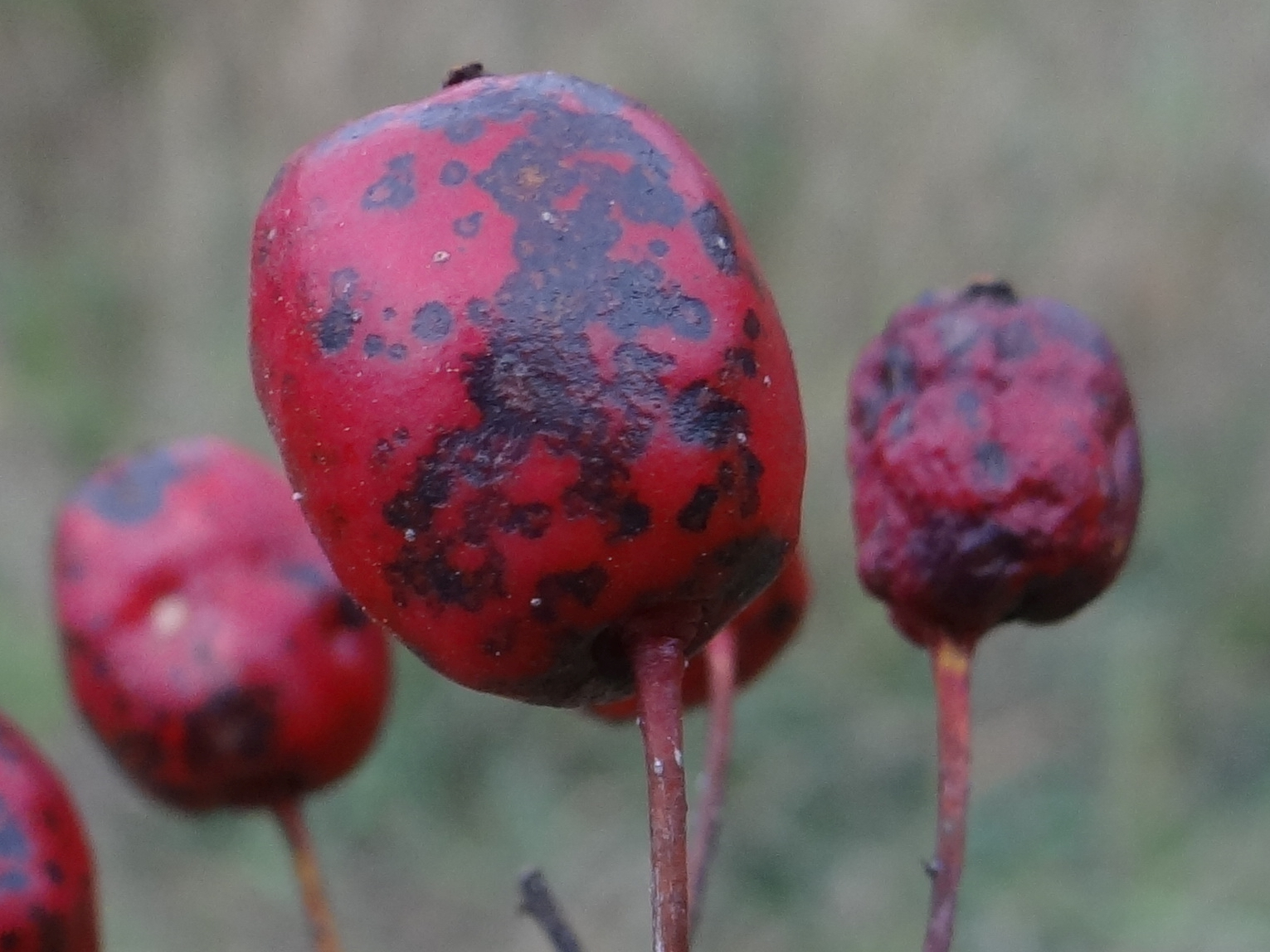
Objawy na owocach